# Siechenhof

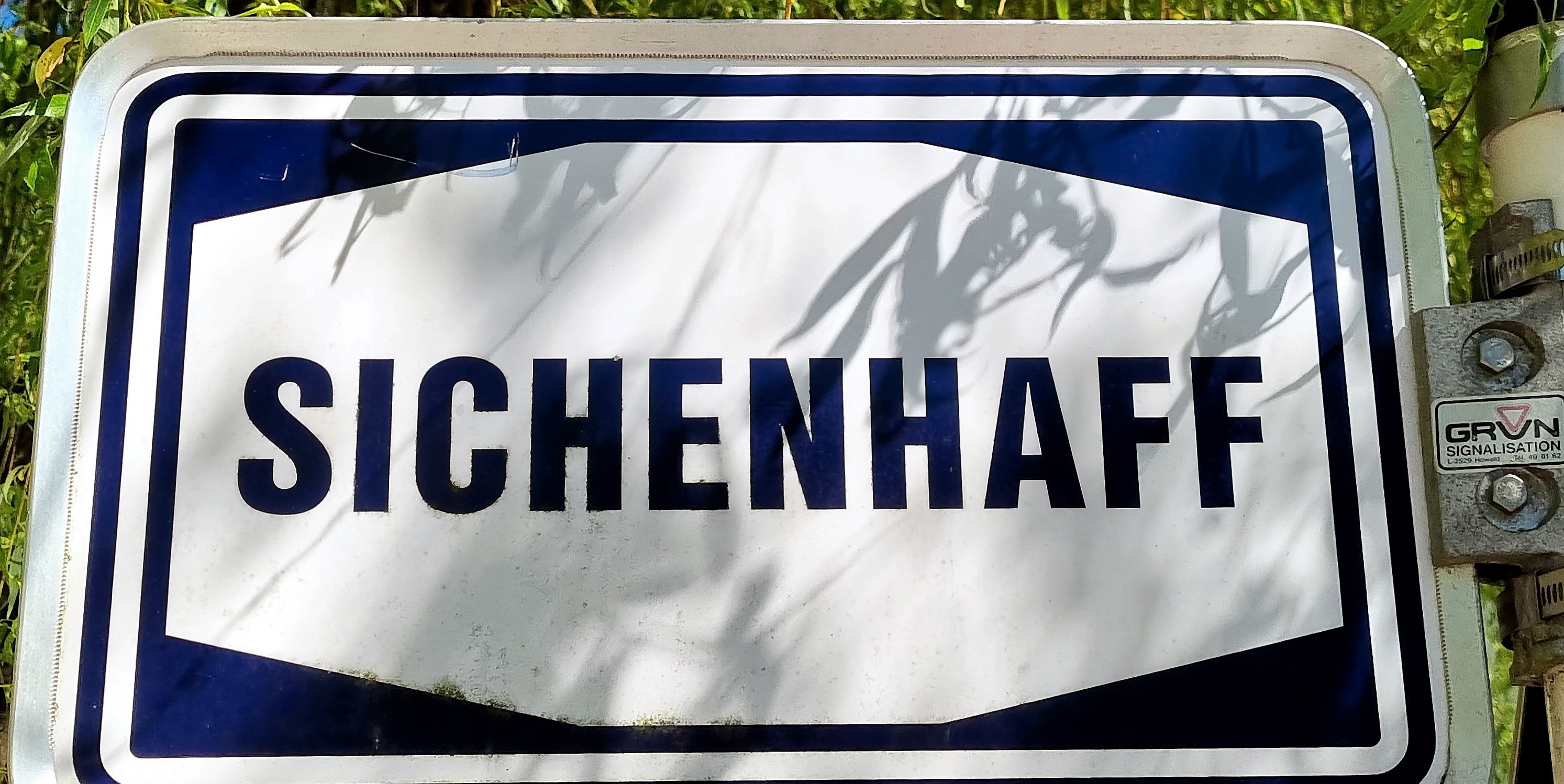
Sichenhaff

Siechenhof (Luxemburgs: Sichenhaff, ook Sichegronn, Seechengrund, Frans: Val des Bons-Malades) is een lieu-dit in Pfaffenthal, een van de stadsdelen van Luxemburg-Stad. Siechenhof ligt in de Alzettevallei, tussen het oude stadscentrum en het Kirchbergplateau.

## Geschiedenis
De naam Siechenhof ('ziekenhuis') verwijst naar de leprozerie die hier van de eerste helft van de 13e eeuw tot de 18e eeuw even buiten de vesting Luxemburg was gevestigd. De Fransen noemden de leprozen les bons malades of les malades du bon Dieu, vandaar de naam Val des Bons-Malades. Vanaf 1514 stond de leprozerie onder beheer van een door de leprozen zelf opgerichte broederschap. In 1739 werd de laatste lepralijder in Siechenhof ondergebracht en in 1770 nam de Stad het bestuur over. Siechenhof is vanuit de stad te bereiken via de Siechenpoort (Luxemburgs: Sichepaart, Frans: Porte des Bons-Malades). Op de begraafplaats van Siechenhof staat de kapel van de voormalige leprozerie, die tegenwoordig dienst doet als mortuarium.
In 2017 werd in Siechenhof het nieuwe treinstation Pfaffenthal-Kirchberg aan de spoorlijn Luxemburg - Troisvierges geopend, samen met het dalstation van de kabelspoorweg Pfaffenthal-Kirchberg dat zorgt voor een verbinding met het Kirchbergplateau.

## Foto's

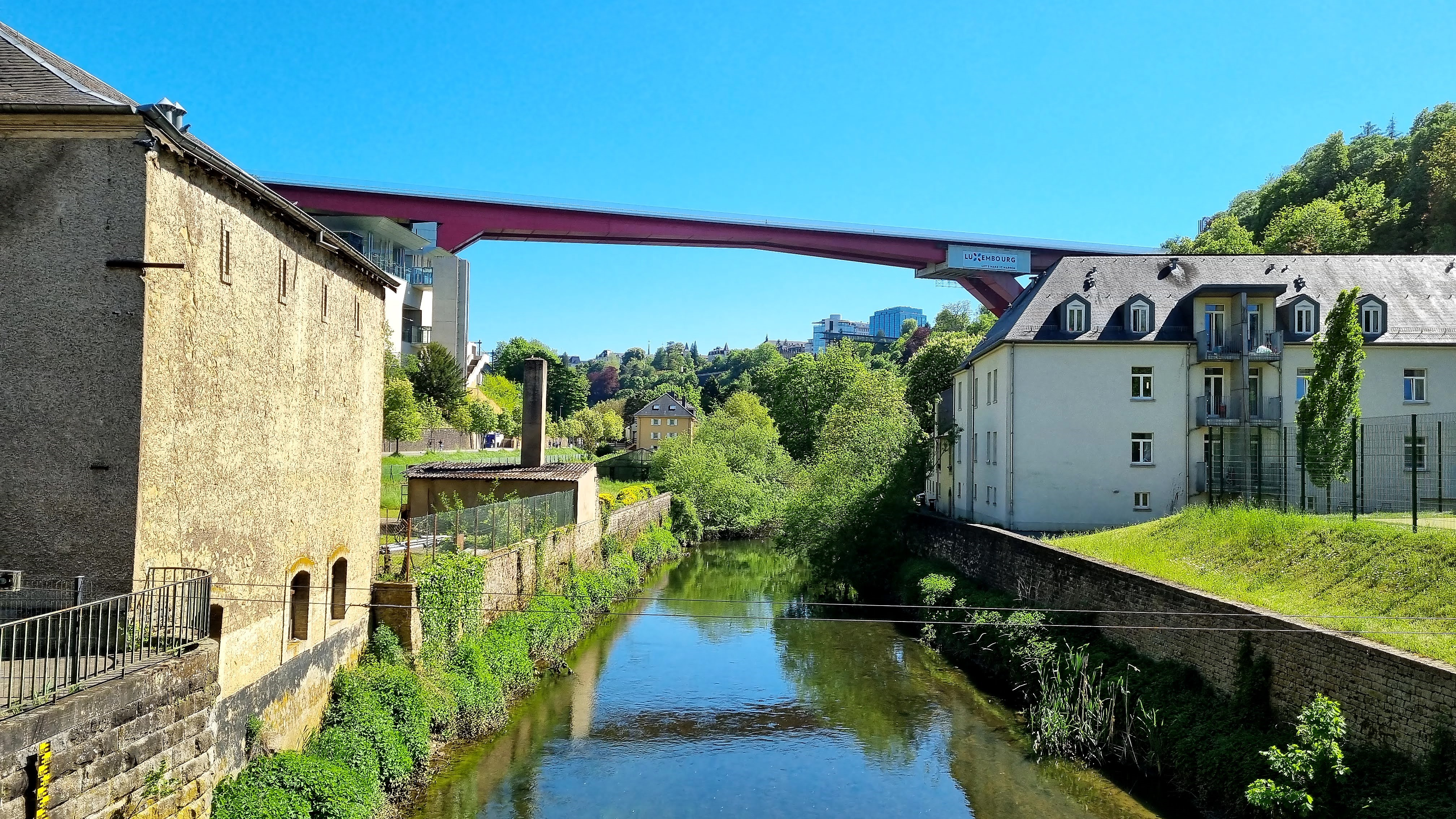
Een deel van Siechenhof langs de Alzette, met op de achtergrond de Groothertogin Charlottebrug
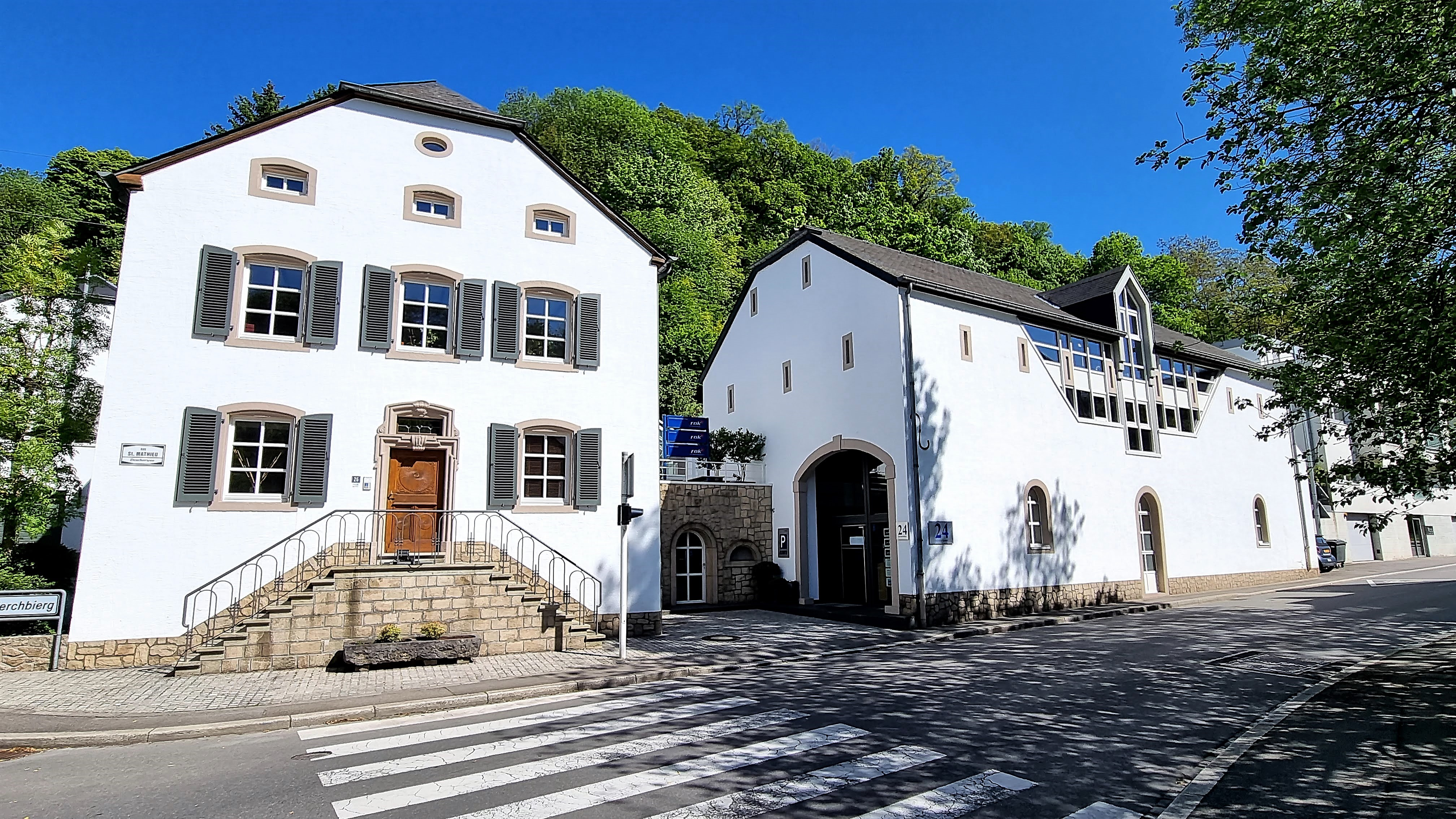
Enkele huizen
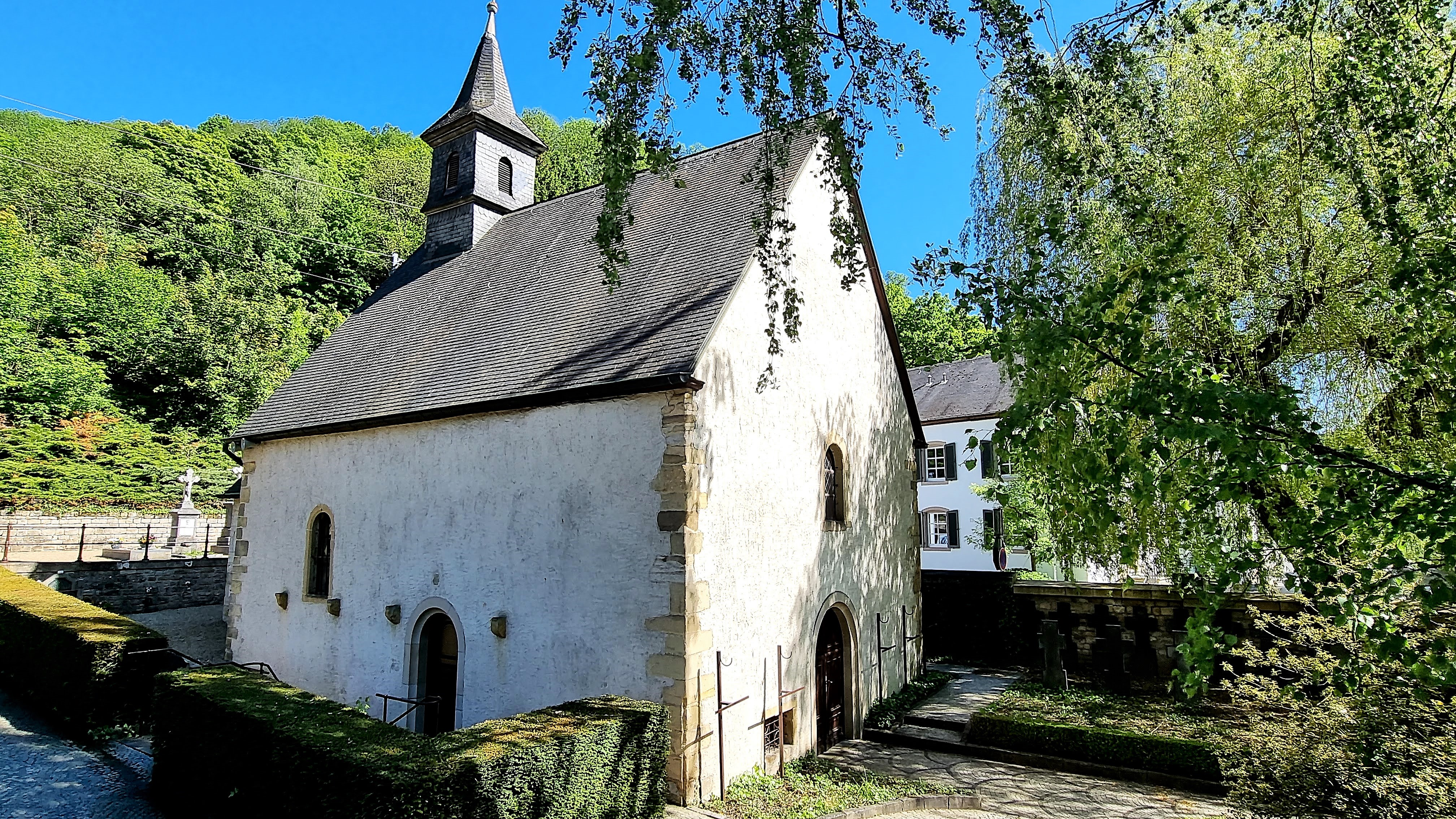
Kapel op de begraafplaats
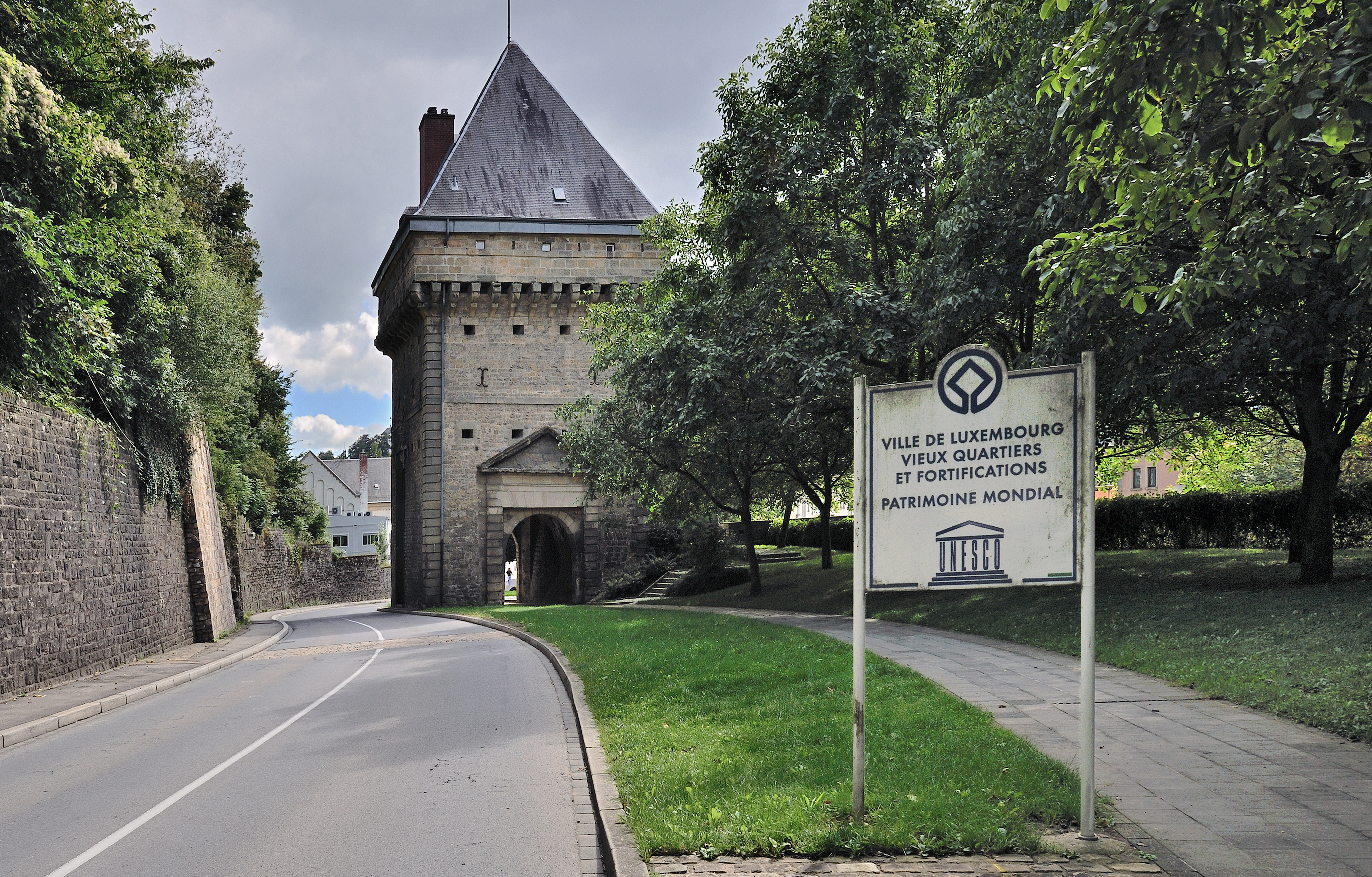
De Siechenpoort

## Geboren
- Jean Blaise (1872-1937), beeldhouwer